# Emmanuel Bénézit
Emmanuel Bénézit (Jersey, 1854 — París, 1920) fue un escritor y crítico de arte francés.

## Biografía
Bénézit nació en Jersey durante el exilio de sus padres, que habían huido de Francia por razones políticas en tiempos de Napoleón III. Su padre, Charles Bénézit, fue un político opositor al régimen, y se refugió en Jersey, al mismo tiempo que su amigo, el escritor Victor Hugo, de acuerdo con el testimonio del pintor Auguste Vacquerie. A su vez, Emmanuel Bénézit es padre del pintor e historiador del arte Emmanuel-Charles Bénézit.

## Obras
Emmanuel Bénézit publicó entre 1911 y 1923 los 3 volúmenes del Diccionario de pintores, escultores, dibujantes y grabadores de todos los tiempos y de todos los países, conocido hoy bajo el nombre de Diccionario Bénézit. Uno de sus colaboradores fue Edmond-Henri Zeiger-Viallet (1895–1994), relevado por el pintor Jacques Busse.
El Diccionario Bénézit es regularmente reeditado : 
- 1ª edición (1911-1923) tiene tres volúmenes ;
- 2ª edición (1948–1955), en ocho volúmenes ;
- 3ª edición (1976), diez volúmenes ;
- 4ª edición (1999), 14 volúmenes ;
- 5ª edición (2006), primera versión en inglés, 14 volúmenes.